# Миранда, Юлиус Сезар де
Юлиус Сезар де Миранда (нидерл. Julius Caesar de Miranda; 3 апреля 1906, Парамарибо — 28 ноября 1956, там же) — суринамский юрист и политик.

## Биография
Де Миранда родился в суринамской столице — Парамарибо. Он пошёл в гимназию в Гааге, а затем изучал право в Амстердамском университете. 20 декабря 1928 года он сдал государственный экзамен по праву.
После возвращения в Суринам работал юристом в Парамарибо в период с 1929 по 1946 год. В 1946 году повторно отправился в Нидерланды: 18 декабря 1946 года он получил степень доктора юридических наук. После возвращения в Суринам получил должность председателя городского суда, с 1949 по 1951 год был премьер-министром страны.
С 1932 по 1938 и с 1942 по 1946 год Миранда был членом Колониальных Штатов (парламента с ограниченными полномочиями). Кроме того, Миранда занимал посты министра юстиции и полиции, образования и финансов. Также Миранда стал первым премьер-министром Суринама (1949—1951).
В качестве избранного представителя Миранда выступил с открытой критикой официального руководства колонии и в частности губернатора Киелстра, стал сторонником смены власти. Миранда считал, что управлять Суринамом голландский министр по делам заморских территорий больше не в состоянии.
12 апреля 1956 года Миранда стал председателем суда, должность, в которой он оставался вплоть до своей смерти. 28 ноября 1956 года около двух часов ночи Юлиус Сезар де Миранда умер от коронарного тромбоза.
Юлиус Сезар де Миранда был не только первоклассным суринамским политиком, но и авторитетным юристом, внесшим большой вклад в развитие юридической науки в стране.